# ATC (H05)
Jest to część klasyfikacji anatomiczno-terapeutyczno-chemicznej:
- H – Leki hormonalne do stosowania wewnętrznego (bez hormonów płciowych)
  - H 01 – Hormony podwzgórza i przysadki mózgowej oraz ich analogi
  - H 02 – Kortykosteroidy do stosowania wewnętrznego
  - H 03 – Leki stosowane w chorobach tarczycy
  - H 04 – Hormony trzustki
  - H 05 – Leki wpływające na homeostazę wapnia

Obejmuje ona leki wpływające na homeostazę wapnia:

## H 05 A – Hormony przytarczyc i ich analogi
- H 05 AA – Hormony przytarczyc i ich analogi
  - H 05 AA 01 – wyciąg z gruczołów przytarczycznych
  - H 05 AA 02 – teryparatyd
  - H 05 AA 03 – parathormon
  - H 05 AA 04 – abaloparatyd
  - H 05 AA 05 – palopegteryparatyd

## H 05 B – Preparaty przeciwprzytarczycowe
- H 05 BA – Preparaty kalcytoniny
  - H 05 BA 01 – kalcytonina łososiowa syntetyczna
  - H 05 BA 02 – kalcytonina wieprzowa naturalna
  - H 05 BA 03 – kalcytonina ludzka syntetyczna
  - H 05 BA 04 – elkatonina
- H 05 BX – Inne preparaty przeciwprzytarczycowe
  - H 05 BX 01 – cynakalcet
  - H 05 BX 02 – parikalcytol
  - H 05 BX 03 – dokserkalcyferol
  - H 05 BX 04 – etelkalcetyd
  - H 05 BX 05 – kalcyfediol[a]
  - H 05 BX 06 – ewokalcet